# Pterogorgia setacea
Pterogorgia setacea is een zachte koraalsoort uit de familie Gorgoniidae. De koraalsoort komt uit het geslacht Pterogorgia. Pterogorgia setacea werd in 1766 voor het eerst wetenschappelijk beschreven door Pallas. 